# 8081 Leopardi
8081 Leopardi (1988 DD) là một tiểu hành tinh vành đai chính.